# Chlorops revocans
Chlorops revocans är en tvåvingeart som beskrevs av Kanmiya 1983. Chlorops revocans ingår i släktet Chlorops och familjen fritflugor. Inga underarter finns listade i Catalogue of Life.